# Miroslav Mikulecký

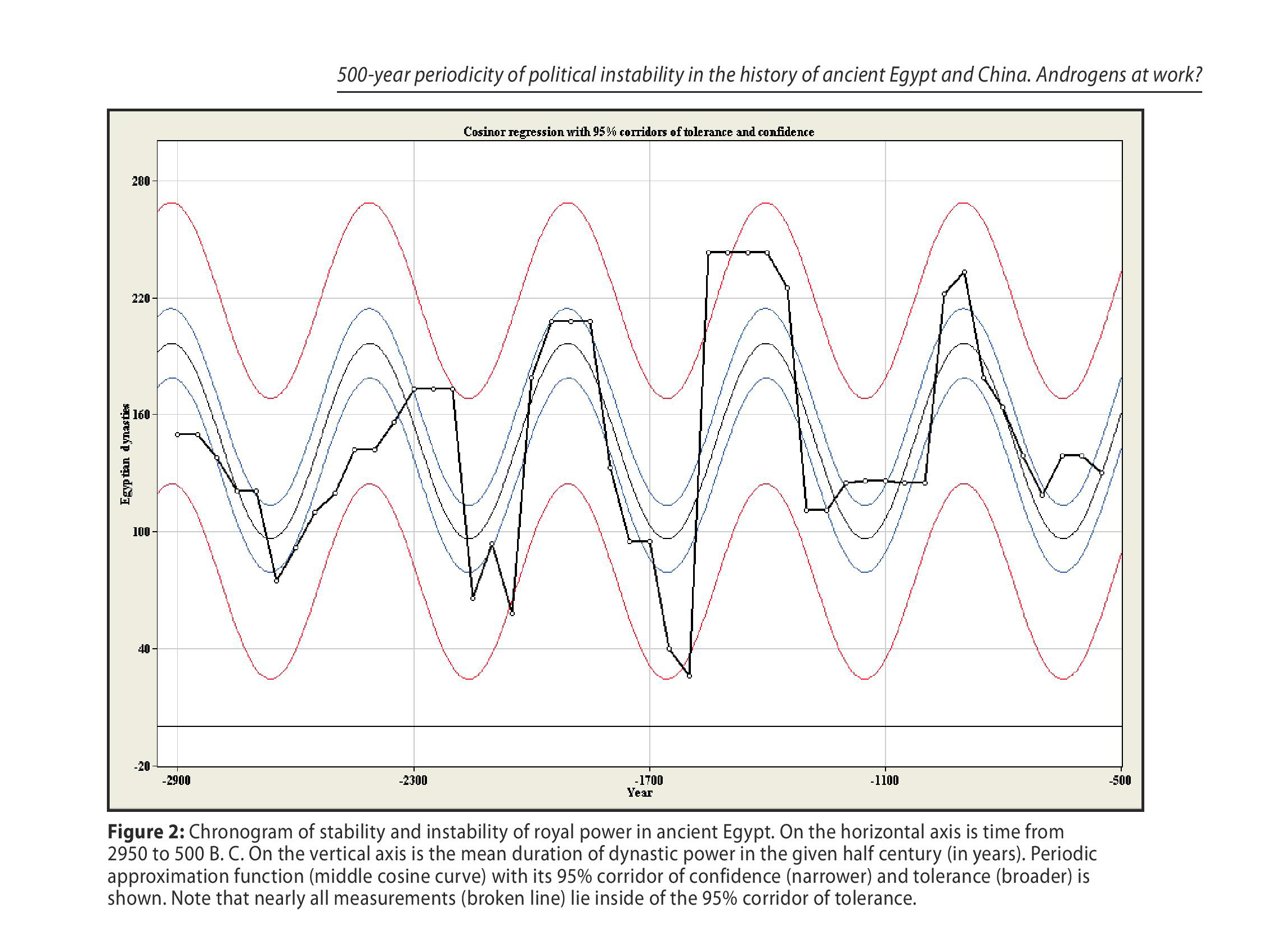
500leté kolísání politické stability egyptských dynastií v letech 2950–500 před Kristem. Údaje jsou vyhlazeny Halbergovou kosinorovou regresí (E. Páleš, M. Mikulecký, Neuroendocrinology Letters 2008). Graf ze série článků oceněných cenou Zdeňka Kleina

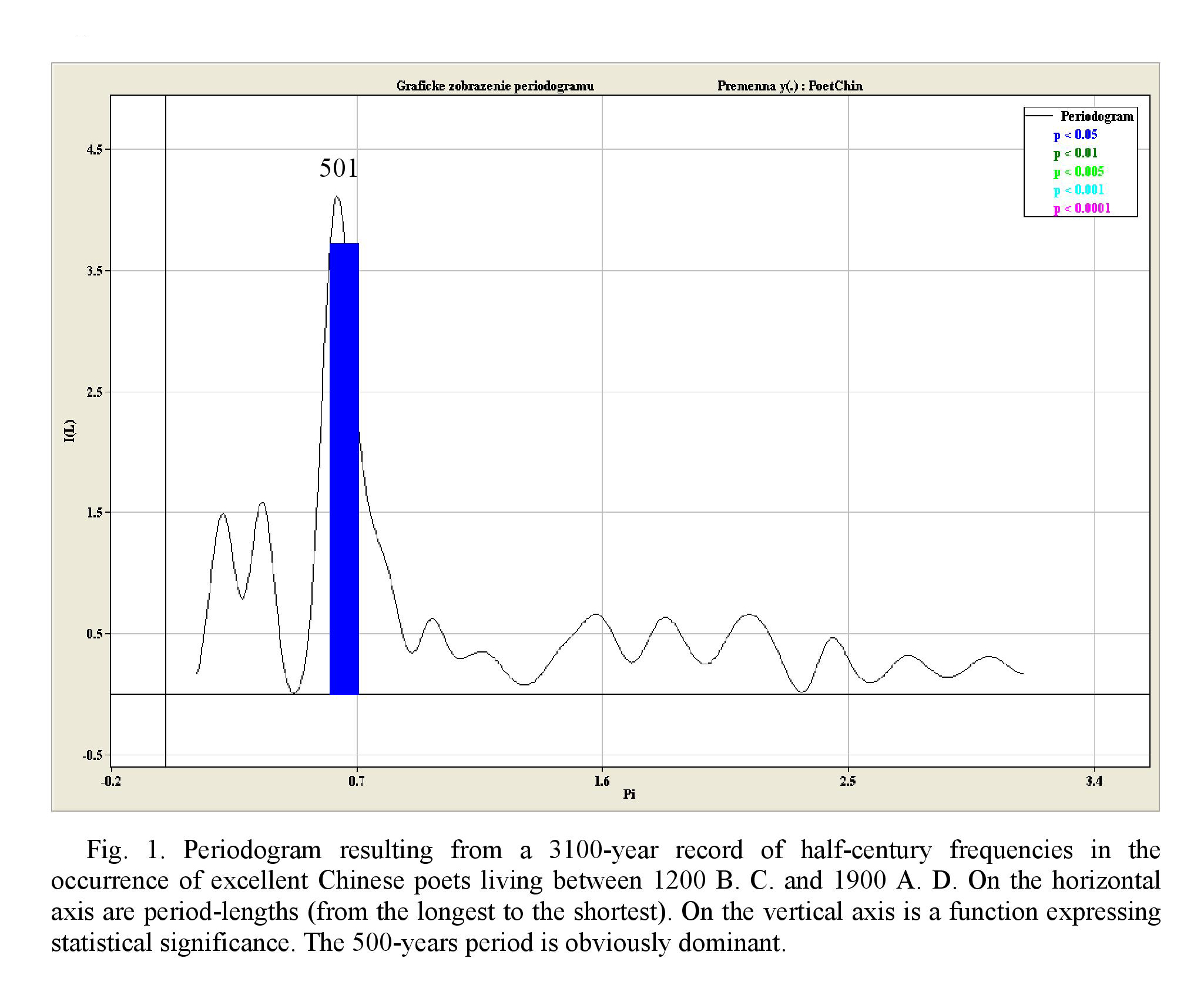
500letá periodicita dominuje, jak ukazuje ostrý vrchol v periodogramu, také v časovém sledu výskytu vynikajících čínských básníků v letech 1200 před Kristem – 1900 po Kristu. (Emil Páleš a Miroslav Mikulecký, Neuroendocrinology Letters 2004.) Graf ze série článků oceněných cenou Zdeňka Kleina

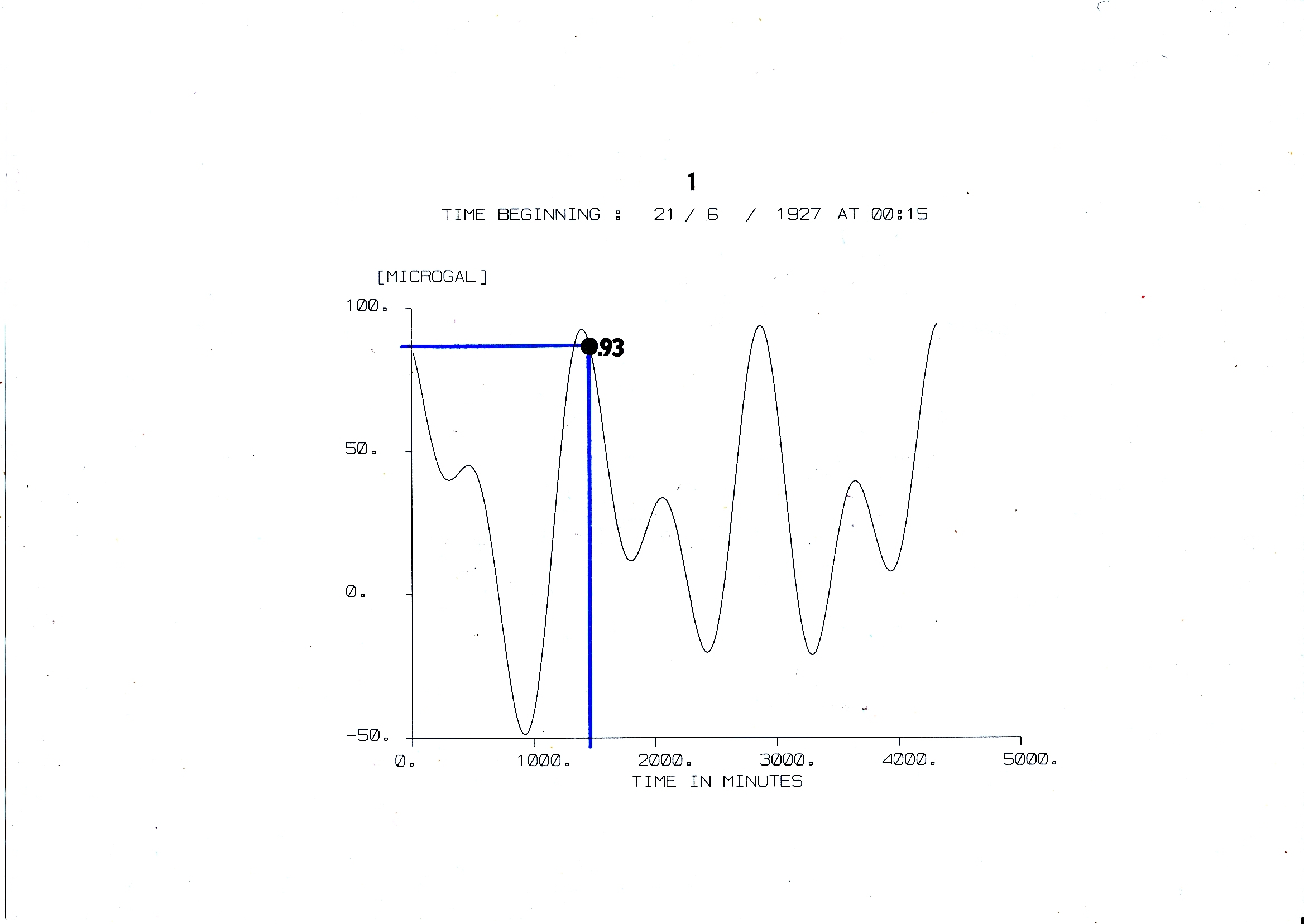
Křivka lunisolárního gravitačního zrychlení (uGal) proti času (minuty): počíná o 00:15hod. dne před dnem narození a končí po více než 3 dnech hodnotou 5000 minut. Kroužek ukazuje čas narození M. Mikuleckého v blízkosti vrcholu gravitační vlny, v souhlase s ním postulovaným Kleinovým–Mikuleckého zákonem

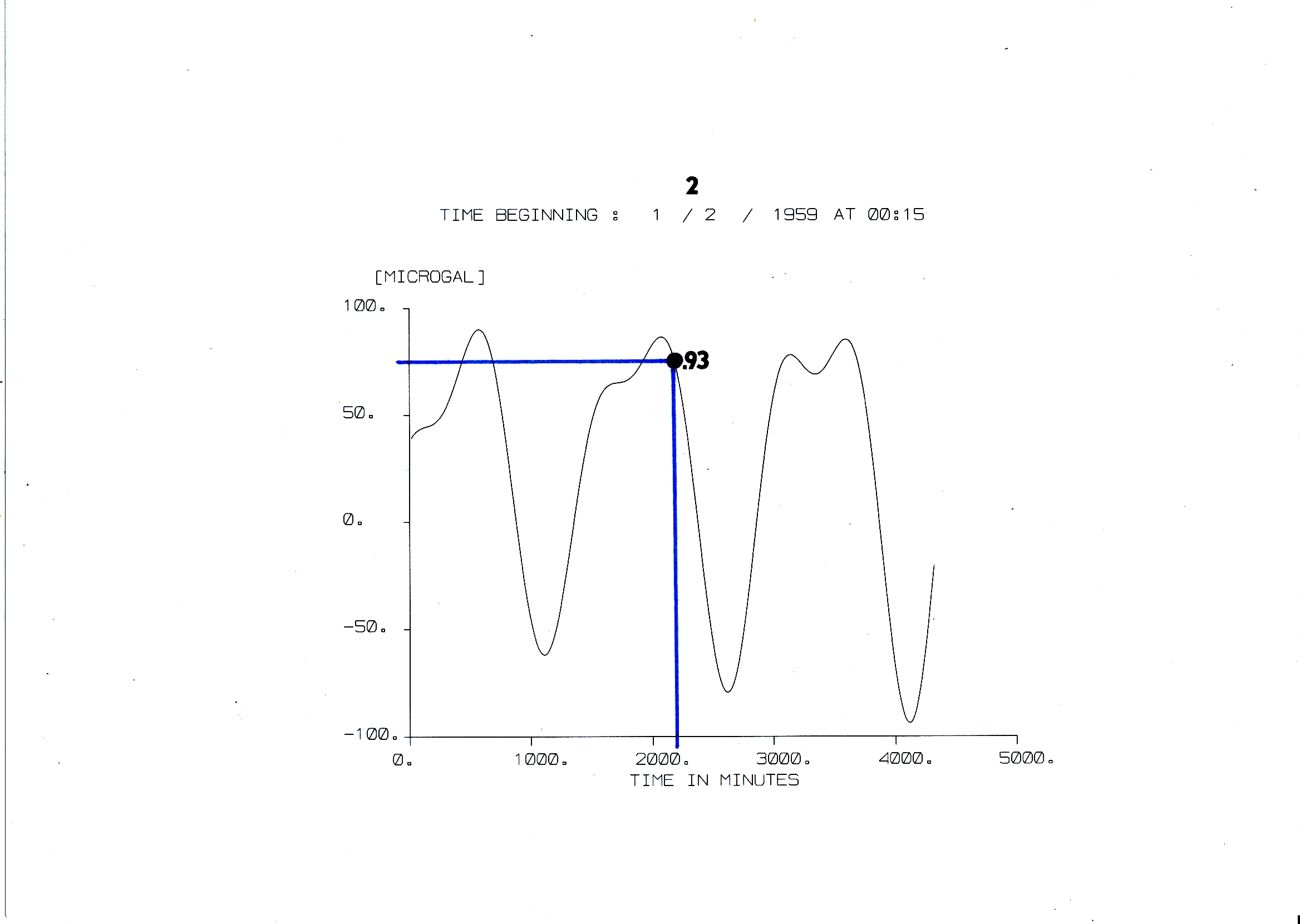
Graf zrození – 1959, syn Miroslav. Gravitační křivky pro daný čas a místo byly sestrojeny pomocí geofyzikálního počítačového programu Etide, který dal autorovi laskavě k dispozici jeho tvůrce – Prof. Émile Klingelé, Zürich, Švýcarsko

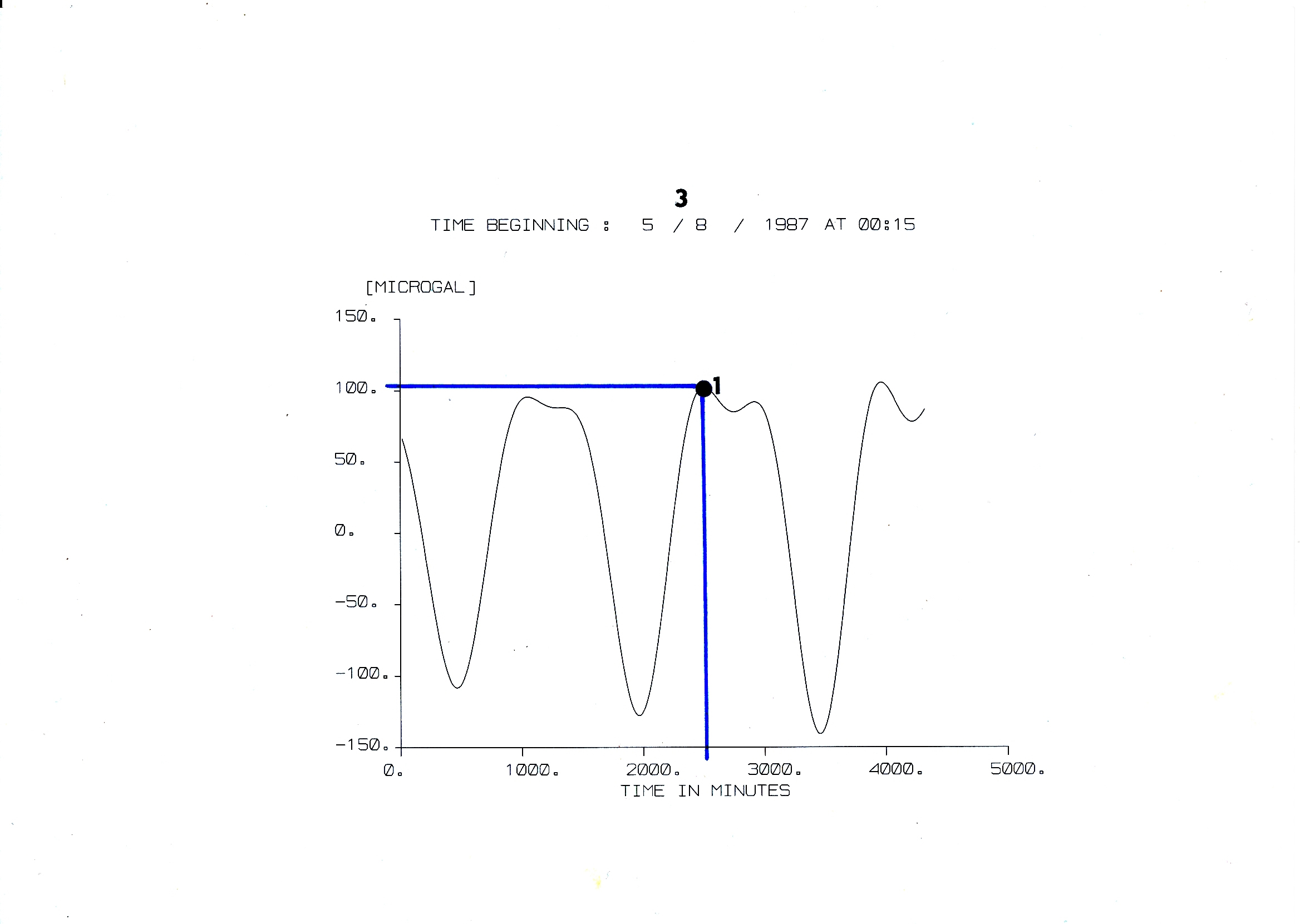
Graf zrození – 1987 vnuk Lukáš. Gravitační křivky z programu Etide

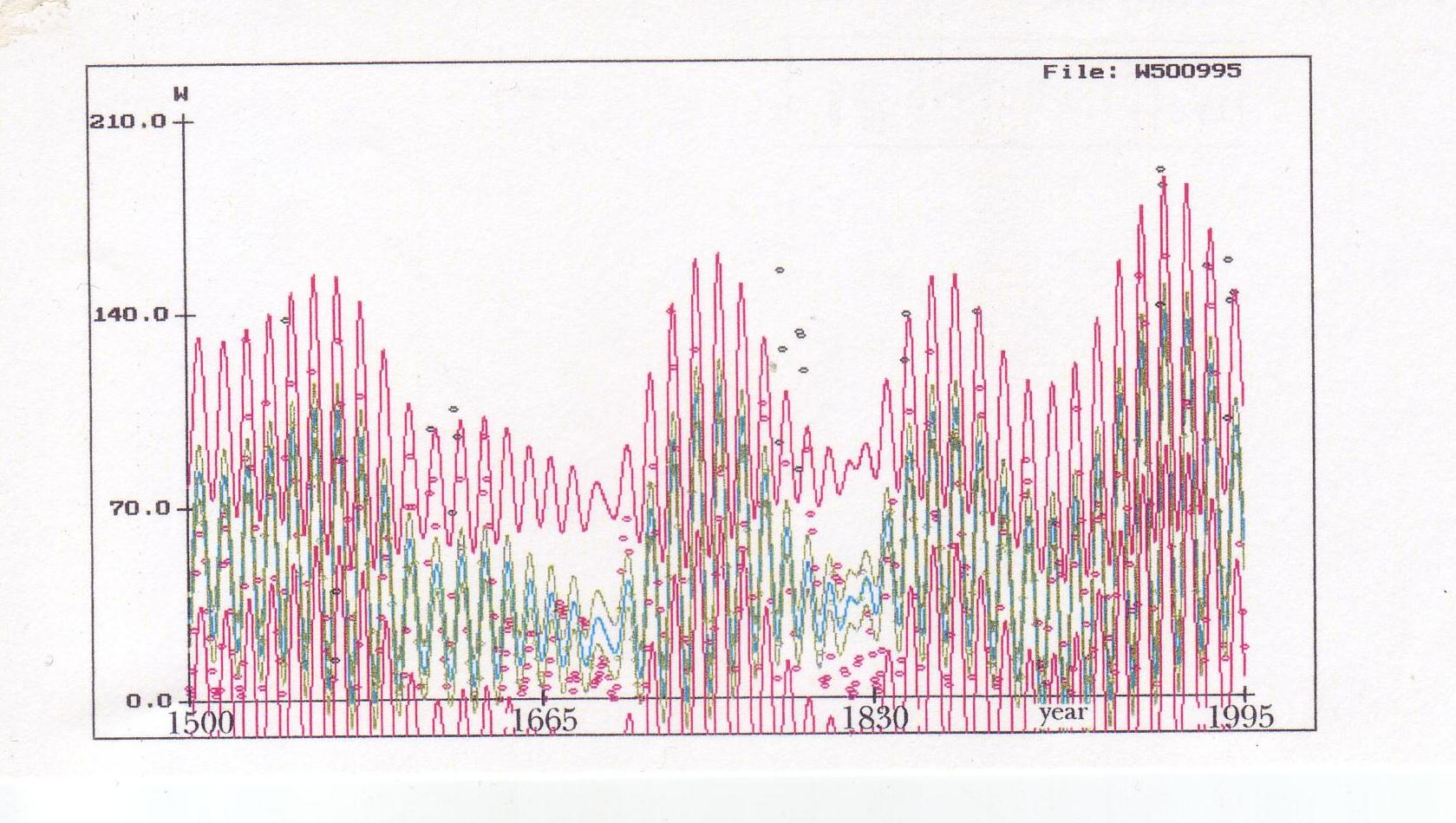
Sluneční aktivita, vyjádřená počtem skvrn na Slunci (Wolfovým číslem) v letech 1500–1995, hodnoceným Halbergovou regresí. Užší předpovědní koridor platí pro průměry, širší pro jednotlivé roky. (Mikulecký, nepublikováno)

Miroslav Mikulecký (22. června 1927 Orlík nad Vltavou – 25. ledna 2015) byl profesor vnitřního lékařství a biometrie, vědec a pedagog. Patřil k zakladatelským osobnostem slovenské hepatologie. Celý profesionální život pracoval v běžném provozu kliniky jako lékař-internista ve funkci postupně sekundárního lékaře, odborného asistenta, docenta a profesora – přednosty kliniky, jímž byl v pořadí šestý. Od 70. let přednášel a pracoval také v zahraničí, například v Anglii, USA nebo v Austrálii. Pochází z rodiny Mikoláše Alše.

## Život a dílo

### Rodina
Narodil se 22. června 1927 ve Starém Sedle – Orlíku nad Vltavou otci Jaroslavovi Mikuleckému a jeho manželce Anně, rozené Teskové, vyučené švadleně. Jeho vzdělanost byla podporována velkou péčí rodičů. Otec – válečný invalida – dostal místo sluhy u divizního vojenského soudu v Užhorodu. Při narození svého syna ale prohlásil suverénně a imperativně: „Bude doktor!“. To nakonec prosadil, i když Miroslav chtěl na přírodovědu. Od začátku škol měl víceméně výborný prospěch. Celé gymnázium, stejně jako celý život, pracoval i po večerech a nocích. Už na střední škole studoval i z vysokoškolských učebnic. Získal si respekt profesorů, předběhl všechny tradičně nejlepší žáky. Maturoval se samými jedničkami a z biologie „s prospěchem zvláště vynikajícím“.
Rod Mikuleckých vznikl dne 16. srpna 1586 přestěhováním bohatého občana Antoše z Mikulče u Svitav do Horní Sloupnice u Chocně. Koupil tam velký majetek a zapsali ho jako Antoše Mikulečského. Rod se velmi rozrostl. Po bitvě na Bílé Hoře přešla jeho evangelická část na Slovensko a do Maďarska. Jeden z těchto Mikuleckých – Daniel promoval kolem roku 1840 v Padui na lékaře jako jeden z mála Slováků. Část katolíků se vystěhovala kolem roku 1850 do USA. Jeden z nich – Josef – úspěšně bojoval ve wisconsinském 26. pěším pluku ve válce Severu proti Jihu za svobodu v USA. Profesor Mikulecký, příslušník katolické větve, která zůstala v širším okolí Horní Sloupnice, zvolil roku 1953 Slovensko za svoje celoživotní působiště.
Dětství prožil Mikuleckého otec jako nejchudší dítě obce Chotěšiny u Chocně v obecní pastoušce. Už od 14 let se živil sám jako mlynářský učeň a později jako dělník. Otec po válce nesl stopy po úplavici, zákopovém zápalu ledvin (virusová trench nephritis) a malárii, ale potkal se s plk. MUDr. Emerem z Vojenské nemocnice Josefov – Jaroměř, když tam byl přibližně v letech 1918 až 1919 hospitalizován. Emer si válečného invalidu u sebe nechal na oddělení jako písaře a zajistil mu práci u vojenského soudu v Užhorodu. Patří se snad také uvést, že otec byl tvrdý odpůrce alkoholu, stejně jako sám Miroslav Mikulecký. Z jeho otce se stal „selfmademan“ – plukovník justice JUDr. Hobl si všiml, že je bystrý a pracovitý, dostával stále větší úlohy, udělal si mešťanku a dotáhl to nakonec – po 30 letech postupně – na místo nejvyššího soudního úředníka – vrchní administrativní kontrolor. To byla první masarykovská republika, nikdo se neptal na kádrový posudek, rozhodovala jen „svatá práce“, pracovní výkon. Byl považován za velmi spolehlivého. Jak sám potom Mikulecký o svých rodičích mluví: „Můj nedosažitelný vzor. Takže srdce mám od maminky, hlavu po tatínkovi.“
Je vnukem Alšova bratrance, řezbáře Jana Tesky (autora kazetového stropu Teskova sálu na Orlíku). Jeho maminka byla nejmladší dítě a miláček tatínkův. Jak pan profesor sám vzpomíná:
Dva starší bráchové museli kolem dílny tvrdě makat a reptali – Anynka nemusí nic dělat, jen si hraje. A děda na to: Mlčte, klucí – radši si všimněte, jak má Anynka ty svoje panenky hezky srovnaný! Srovnaný panenky, to mě možná vedlo k snaze o pořádek, systém celý život. Maminka bývala občas s rodinou Alšů, už po jeho smrti. Alšova dcera jí roku 1923 nakreslila obrázek do památníčku. Myslím, že krásně zachytila dívčí jemnost. Sama měla vadu – mikromelii, zakrnělou jednu nohu. Vzal si ji pražský právník JUDr. Emanuel Svoboda a ten pak hodně přispěl přes různé známosti s nakladateli k rozšíření Alšova kultu. Aleš sám byl chudák, Pražáci se k němu nechovali vždy dobře. Sám řekl: Nebejt toho žida Brandejsa, tak jsem snad zemřel hlady. To byl bohatý člověk, snad zeman, se zálibou v umění...
Miroslav Mikulecký, 2013
Profesor Mikulecký „ty svoje panenky“ rovnal celý život – systematicky studoval i pracoval, snažil se vnášet pořádek do věcí, pojmů, do celé své práce. Velkou a neodmyslitelnou podporou mu byla celoživotní družka Julie, rozená Turkotová, čistá Slovenka ze Sliače. Starost o rodinu spočívala převážně na ní. Při jejím pohřbu v červenci 2013 se profesor veřejně pokorně kál: „Příliš jsem zneužíval manželčinu dobrotu, vykořisťoval jsem ji. Prosím Boha, ji i vás o odpuštění.“

### Pracovní a vědecká činnost
Má klasické vzdělání, medicínu vystudoval na LFKU v Hradci Králové a 21. ledna 1953 přišel do Bratislavy. Poté absolvoval speciální kurz zdravotnické ochrany proti zbraním hromadného ničení v Hradci Králové. Na bratislavskou Lékařskou fakultu nastoupil 8. července 1954, do 31. července 1959 tu přednášel lékařskou vojenskou toxikologii, radiologii a biologii (tři zbraně hromadného ničení). Stal se důstojníkem „schopným použití v podmínkách jaderné války“ – během jedné studijní cesty navštívil i Hirošimu.
V klinické medicíně je žákem předního slovenského internisty, absolventa Karlovy Univerzity profesora Mikuláše Ondrejičky, který ho roku 1974 habilitoval jako docenta. V letech 1959 až 1989 se pracovně vyvíjel na klinice a velmi intenzivně publikoval na Západě. Jedna z prvních jeho publikací byla v časopise Gastroenterologia Basel – New York v roce 1960.
Přednášel a pracoval vědecky na pozvání často na Západě. V Ústavu národního zdraví USA, Bethesda, Maryland – federální výzkumné instituci pracoval téměř rok (1970 a potom 1977, kdy procestoval s přednáškami a diskusemi celé Spojené státy). V roce 1987–1988 (13 měsíců) působil na Matematickém ústavě Queenslandské univerzity v australském Brisbane. Kratší pracovně-studijní pobyty se týkaly Velké Británie (1967, Liverpool a Londýn), Sovětského svazu (1977, Moskva a Riga), Japonska (1990 Tokio, Past President kongresu o matematickém modelování jaterní funkce) a Brazílie (1995, Sao Paulo, kosmobiologické vztahy). Aktivně se účastnil světových gastroenterologických kongresů v Dánsku (1970, Kodaň) a v Mexiku (1974, Mexico City) a I. světového kongresu lékařské informatiky MedInfo ve Švédsku (1974, Stockholm).
Přišel Listopad 1989 – studenti prohlásili, že Mikulecký se věnoval více „biokybernetice“ než klinické práci, byl degradován de facto z profesora na odborného asistenta, a nakonec byl v roce 1994 s dalšími pěti profesory DrSc. proti vůli vedení fakulty vyloučen z Lékařské fakulty. V roce 2008 se skuteční studenti v Akademickém senátu vyjádřili na 100% kladně, Mikulecký dostal nejvyšší vyznamenání fakulty na návrh děkana Lékařské fakulty prof. MUDr. Petra Labaše, PhD. Profesor Mikulecký přednášel praktickou aplikaci matematické statistiky také na Fakultě matematiky, fyziky a informatiky Univerzity Komenského. Tam ho studenti plně tolerovali i po roce 1989. Jeho přednášky byly ukončeny až v roce 2003 pro nedostatek finančních prostředků.
V letech 1981–1989 působil jako přednosta I. interní kliniky a navázal na vědeckou práci akademika Ladislava Dérera, objevitele cirkaseptánních (sedmidenních) rytmů. Profesor Mikulecký má vedoucí postavení v pokračování v díle akademika Dérera. Hlavní a nejcitovanější Dérerova posmrtně vydaná práce v Neoplasma z roku 1960, kde akademik uvažoval o možném kosmickém původu 6–7denních rytmů, ale nedokázal ho, byla citována ve Web of Knowledge – All Databases 22krát, z toho 8krát Franzem Halbergem a 10krát M. Mikuleckým. Na klinice pracoval od roku 1959 do roku 1994.
Při hodnocení výsledků klinických sledování zavedl na klinice nejmodernější statistické metody, které aktivně rozvíjel pro nejkomplikovanější biologické děje. Výrazně zvýšil úroveň hodnocení pravdivosti a nepravdivosti nejen v medicíně, ale i v jiných oborech včetně historie. Je stále vyhledávaným odborníkem na biometrické analýzy, o kterých napsal také učebnici. Publikoval přes tisíc odborných prací s více než 1500 citacemi. Statistické metody rozvíjel ve spolupráci s matematiky – už nežijícím profesorem RNDr. Antonem Huťou, DrSc, absolventem Karlovy univerzity a spoluzakladatelem slovenské numerické matematiky, už nežijícím RNDr. Pavlem Ondrejkou, prof. RNDr. Lubomírem Kubáčkem, DrSc, prof. RNDr. Jozefem Komorníkem, DrSc., Dr. Amálií Valachovou a Dr. Alexandrem Valachem.
Zaměření prof. Mikuleckého na pátrání po kosmických vlivech v medicíně je pradávná a přirozená myšlenka lidstva. Jako chronobiolog, respektive chronokosmobiolog, studuje biologické rytmy a jejich souvislost s astronomickými a geofyzikálními cykly. První konkrétní vizi v tomto směru vyslovil pravděpodobně anglický epidemiolog Richard Mead (1673–1754) ve svém díle O nadvládě Slunce a Měsíce nad lidskými těly, a o nemocích z toho pocházejících (1704). Podobný názor realizoval v širším pohledu o století později anglický královský astronom William Herschel, když v roce 1801 našel překvapivou souvislost mezi počtem slunečních skvrn a cenami pšenice v Anglii. Skotský zasloužilý politik Henry Brougham (1778–1868) se tomu veřejně vysmál, a tím zcela umrtvil další Herschelovu vědeckou kariéru. Herschel přesto do své smrti v pozorováních soukromě pokračoval. Za sedmdesát let se jeho objev vědecky potvrdil: anglický ekonom W. S. Jevons zjistil 10–11leté intervaly v časovém průběhu cen pšenice, které se shodovaly s 11letým cyklem sluneční aktivity. Miroslav Mikulecký, Jaroslav Střeštík a Vladimír Choluj našli pomocí zkřížené regresní analýzy shodné periody mezi teplotou klimatu a cenou pšenice – 15 let pro Anglii, 16 let pro Francii a 22 let pro Německo. Pustiĺnik a Din věří, že našli přímý důkaz o příčinné souvislosti mezi sluneční aktivitou a cenou za pšenici. Takže vyšší teploty – lepší úroda – více pšenice – a cena jde dolů. Broughama je možné pokládat za praotce dnešních „kosmobioskeptiků – broughamistů“.
Mikulecký na konferenci Člověk ve svém pozemském a kosmickém prostředí v Úpici v roce 2013 referoval o periodickém střídání revolučních hnutí a kulturního rozkvětu v historii lidstva, paralelním s cykly sluneční aktivity. Kromě 11letých period se tu objevuje také perioda 500letá. Podstatou těchto jevů by mohlo být ovlivnění elektromagnetických dějů v lidském mozku, ponořeném do zemského magnetického pole a rezonujícím variace s frekvenčním rozpětím jen 0.1 Hz okolo asi 10 Hz z interplanetárního magnetického pole, ovlivňovaného slunečním větrem, zrcadlícím chování sluneční aktivity. Solární vlivy na člověka by se měly projevovat také u jednotlivce, například 19. a 29. října 1989 byla emise vysokoenergetických protonů ze Slunce tak silná, že by mohla usmrtit kosmonauta na Měsíci. Podle Ivany Charvátové „všem rušným a násilným událostem poslední doby (Palachův týden, Tbilisi, Peking nebo 17. listopad 1989) předcházela silná erupce na Slunci.“ Nabízí se myšlenka tyto fyzikální vlivy prostředí napodobit generováním polí, odpovědných za ten – který variant vlivu – rozvrat anebo mír, podle přání případného manipulátora. Podle Michaela Persingera je možné už dnes ovlivnit myšlení 6 miliard mozků. Autor vyzývá lidskou společnost tuto situaci řešit. Zatím se zdá, že jeho varování vyznívá naprázdno, snad s jedinou nám známou výjimkou: Richard Liboff klade přímo dilema: „Elektromagnetické řízení myšlení – skutečnost nebo výmysl?“ Podle autora se spíše více uvažuje o nepříznivých umělých zásazích do lidské psychiky než o příznivých. Ty je však třeba také brát v úvahu. Franz Halberg vyjádřil v tomto směru svou víru: „Snad bude jednou také možné tak nesnadno definovatelnou spiritualitu kvantifikovat a manipulací žádoucích fyzikálních podmínek prostředí optimalizovat.“ Mikulecký na závěr dodal: „Bulvární tisk referoval o vojácích na frontě, vzdávajících se s úsměvem a líbajících se s nepřáteli. Je zajímavé, že média tyto závažné otázky obcházejí, když ve vědecké literatuře se již otevřeně nastolují a je naděje, že se přistoupí k jejich řešení. Lid této planety si zaslouží znát plnou pravdu a být proti nepříznivým vlivům chráněn.“
Nejnověji referoval prof. Mikulecký na úpických konferencích o zákonitosti, kterou objevil již německý rostlinný fyziolog Gunter Klein
na příkladu náhlých, „nastických“ pohybů listů například fazole. Rozřešil tím přes dva tisíce let starou hádanku, kterou nevyřešili ani Charles Darwin, ani jeho syn Charles Waring Darwin. Tento Kleinův objev Mikulecký zpřesnil a snaží se rozvinout k biologické všeobecnosti: slapové vlny, podmíněné kombinací přitažlivosti Měsíce a Slunce, mají biologické účinky i na zemské souši: náhlé biomedicínské události jako narození (viz příklad tří Mikuleckých na začátku článku) a smrt člověka, záchvaty bušení srdce, krvácení ze zažívacího traktu a pravděpodobně mnoho jiných událostí v rostlinné i živočišné říši jsou statisticky významně častější v blízkosti vrcholu a dolu přílivových vln, tedy při maximálním přílivu a nejnižším odlivu. Příslušný výpočet předpokládá definovat přesně čas (včetně minut!) a místo události. Půjde zřejmě o vítaný terč chronokosmobioskeptiků, kteří v tom možná spatří astrologii. Oficiální věda hlavního proudu už se negativně vyjádřila: statisticky fundovaný článek o stovce Mikuleckého záchvatů nepravidelného rychlého bušení srdce, která splňovala předpokládanou zákonitost a byla založena na moderní odhadové statistice, jak ji vyžadují závazné směrnice International Committee of Medical Journals Editors, odmítl světově proslulý časopis Nature obratem pošty, bez recenze.
Pozitivního ohlasu se jeho práci dostalo od profesora Franze Halberga (1919–2013) z Minnesotské univerzity v Minneapolis, USA. Od 80. let 20. století s ním byl v pracovním styku. Jde o otce světové chronobiologie (okolo 12 000 citací ve Web of Knowledge – All Databases), objevitele cirkadiánních rytmů v 50. letech 20. století (objev byl původně ironizován jako „Halbergova paranoia“, dnes jde o základ chronobiologie). Profesor Halberg několik dní před svou smrtí ve své závěti kladně zhodnotil svoji spolupráci s Mikuleckým. Profesor Mikulecký, zbaven možnosti afiliace na své domovské I. interní klinice, využil možnosti afiliace v Minneapolis, ale také ve Stockholmu díky profesoru Petrovi W. Fedorovi – Freyberghovi, vedoucímu redaktorovi časopisu Neuroendocrinology Letters.
Profesor Mikulecký rád cituje Vítězslava Nezvala: „Noc se chvěla jako prérie pod údery hvězdné artilérie.“ Jeho vědecká práce vlastně není nic jiného než zkoumání možného vlivu těchto úderů na živou hmotu.

## Ocenění
Nejvýznamnější ocenění:
- Hynkova cena, Československá společnost J. E. Purkyně, 1967
- Stříbrná medaile Lékařské fakulty Univerzity Komenského, 1977
- Zlatá medaile Lékařské fakulty Univerzity Komenského, 1988
- Zlatá medaile Slovenské lékařské společnosti, 1997
- Hynkova medaile Lékařské fakulty Univerzity Komenského, 2008
- Čestná cena akad. T. R. Niederlanda, nejvyšší pocta Slovenskej lekárskej spoločnosti, za výsledky dlouhodobé vědecké a odborné práce v oblasti medicíny a farmacie, 2012[17]
- Cena Zdeňka Kleina za nejlepší transdisciplinární práci v oblasti etologie člověka, Karlova univerzita a Společnost integrálních věd, 2004[18]

## Publikace
Výběr publikací:
Klinické vyšetřování nemocných s chorobami jater
- Mikulecký M.: Das atypische Dubin – Johnsonsche Syndrom. Beitrag zur Frage chronischer Hyperbilirubinämien unklarer Herkunft. Gastroenterologia Basel New York 1960, 94 (4): 201–226.[19]
- Mikulecký M.: Demonstration and possible interpretation of the triphase curve illustrating the Sulfobromophthalein plasma decay after single intravenous administration of the standard dose in human subjects. Acta gastroenterologica belgica 1966, 8 (4): 357 – 358.[19]

Biometrické metody hodnocení údajů
- Mikulecký M.: The scientific truth, the significance level alpha, and the P value of a test. Journal of Laboratory and Clinical Medicine. 1989, 113 (6): 759–760.
- Fedor-Freybergh P. G., Mikulecký M. Sr.: From the descriptive towards inferential statistics: Hundred years since conception of the Student's t-distribution. Neuroendocrinology Letters 2003, 24 (Suppl): 152–156.

Chronokosmobiologie
- Vlašínová H., Mikulecký M., Havel L.: The mitotic activity of Norway spruce polyembryonic culture oscillates during the synodic lunar cycle.Biologia plantarum 2003, 47 (3): 475–476.
- Barlow P. R., Mikulecký M. Sr., Střeštík J.: Tree stem diameter fluctuates with the lunar tides and perhaps with geomagnetic activity. Protoplasma 2010, 247 (1–2): 25–43.
- Mikulecký M., Bounias M.: Worker honeybee hemolymph lipid composition and synodic lunar cycle periodicities. Brazilian Journal of Medical and Biological Research 1997, 30 (2): 275–279.
- Páleš E., Mikulecký M.: Periodic emergence of great poets in the history of Arabia and Persia, China and Japan. Neuroendocrinology Letters 2004, 25 (3): 169–172,
- Mikulecký M.: Solar activity, revolutions and cultural prime in the history of mankind. Neuroendocrinology Letters 2007, 28 (6): 749–755
- Mikulecký M.: Farewell to the internal clock. A contribution in the field of chronobiology. Biologia 2009, 64 (2): 225–227.

Jednotlivé choroby – biometrický a chronokozmobiologický přístup
- Mikulecký M. Sr., Střeštík J.: Cerebral infarction versus solar and geomagnetic activity: A cross regression study. Israel Medical Association Journal 2007, 9: 11–14.
- Mikulecký M., Moravčíková G., Czanner S.: Lunisolar tidal waves, geomagnetic activity and epilepsy in the light of multivariate coherence. Brazilian Journal of Medical and Biological Research 1996, 29 (8): 1069–1072.
- Mikulecký M., Valachová A.: Lunar influence on atrial fibrillation? Brazilian Journal of Medical and Biological Research 1996, 29 (8): 1073–1075.
- Mikulecký M. Sr, Michalková D.: Monthly incidence of childhood diabetes type 1 in Slovakia 1985–1998 on the background of solar activity,lunisolar gravitation and geomagnetism. Neuroendocrinology Lettets 2003, 24 (Suppl): 152–156.
- Mikulecký M., Rovenský J.: Gout attacks and lunar cycle.Medical Hypotheses 2000, 55 (1): 24–25.
- Mikulecký M. Jr., Mikulecký M. Sr.: Time course of non – typhoid salmonellosis in Slovakia 1957–2008. Bratislavské lekárske Listy 2010, 111 (9): 489–492.
- Mikulecký M. Jr., Mikulecký M. Sr.: A biometrical view on chemotherapy of toxocariasis. Acta Paediatrica 1994, 83 (11): 1232.

## Galerie

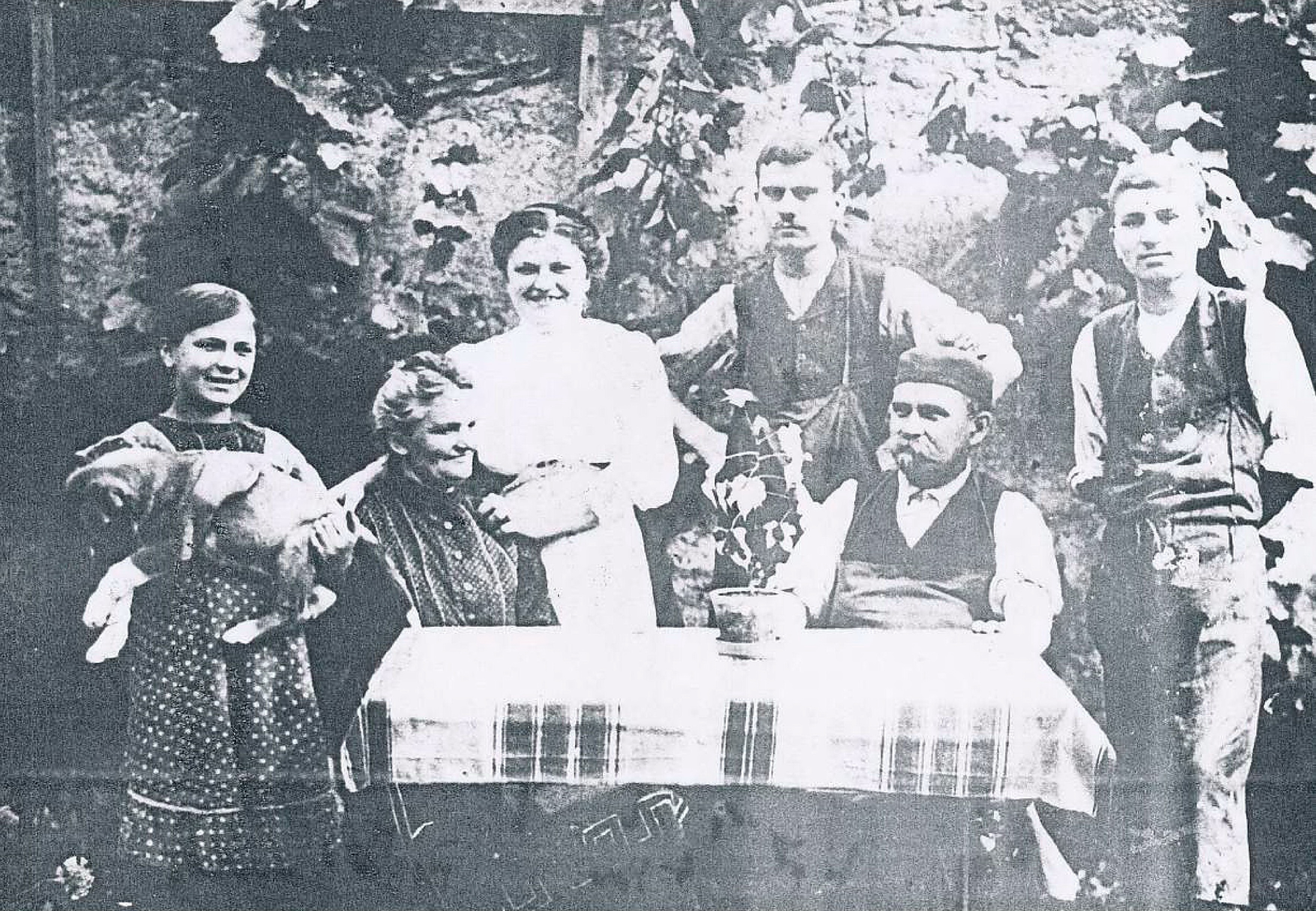
Rodina Alšova bratrance Jana Tesky s manželkou Antonií, dcerami Anynkou (s psíkem) a Márinkou a se syny Štěpánkem a Jendou. Chybí syn Stanislav. Asi 1908.
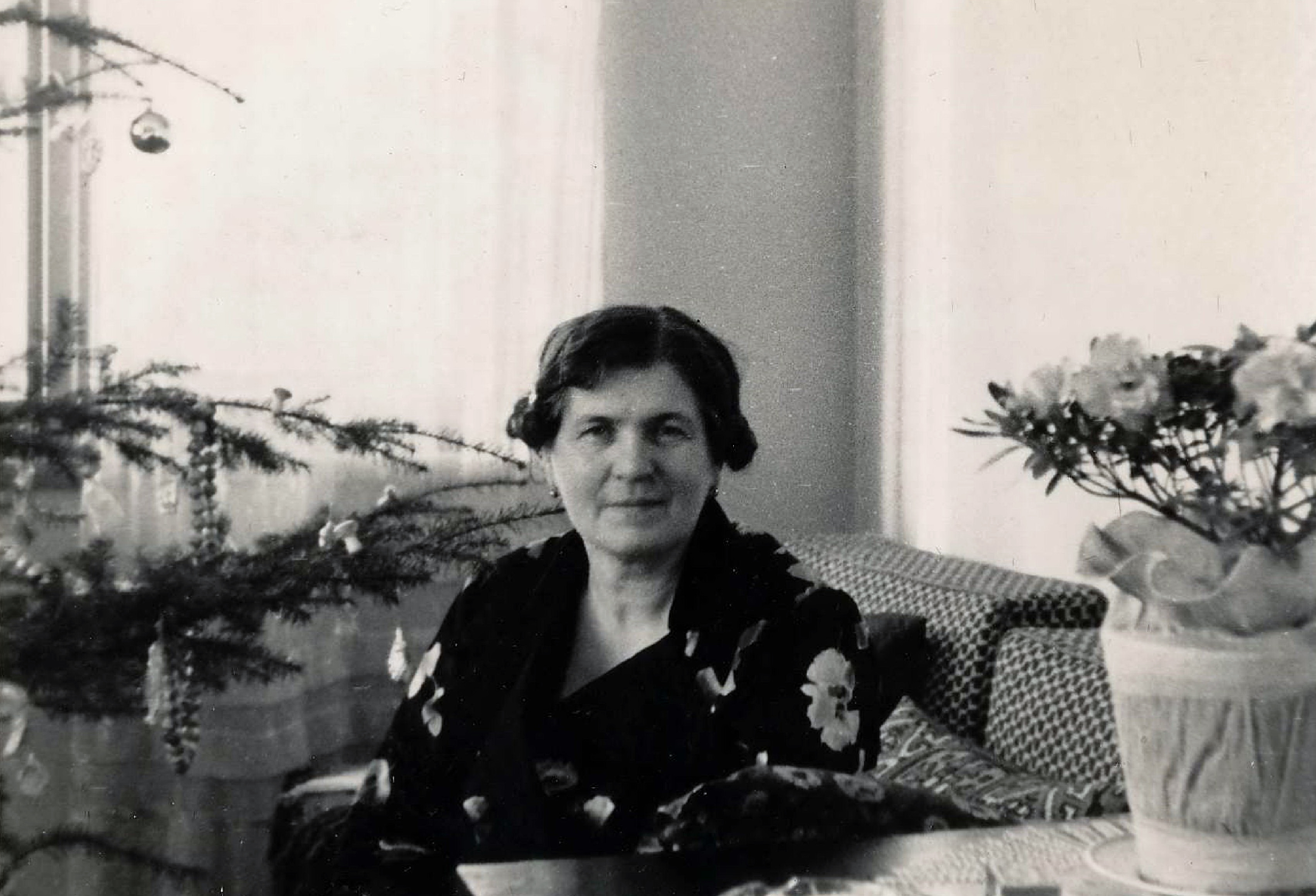
Maminka profesora Mikuleckého Anna Mikulecká (asi 50 let), asi 1950
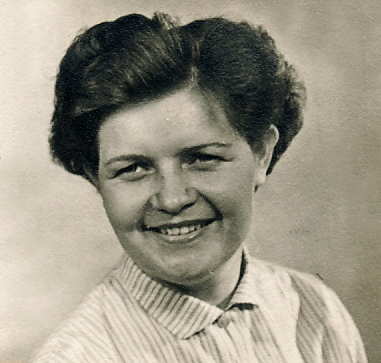
Uliana Mikulecká, manželka, asi 1970

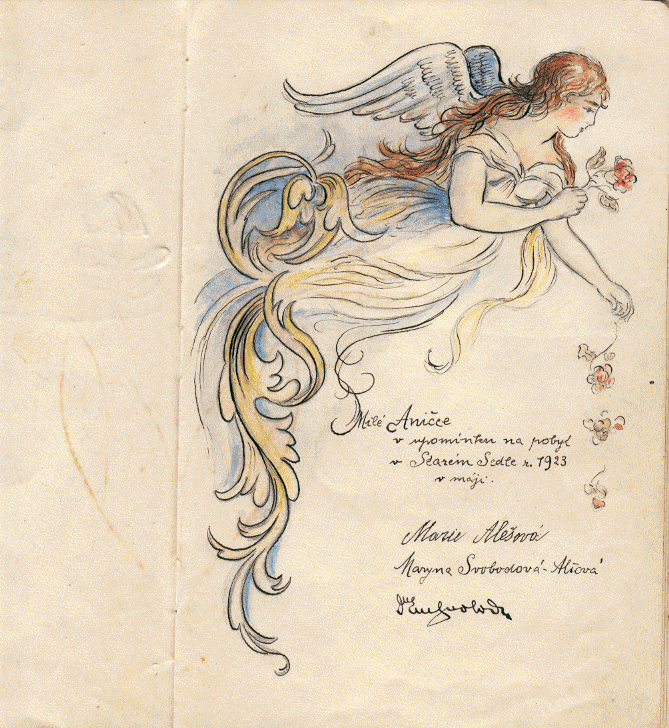
Obrázek nakreslila pro svou druhostupňovou sestřenici – Mikuleckého maminku – Alšova dcera Maryna Svobodová-Alšová, sestřenice dědy Václava Klause.[p 7]